# 게리 허드슨
게리 허드슨(Gary Hudson, 1956년 3월 26일 ~ )은 미국의 영화 감독, 배우, 각본가, 영화 제작자이다.
뉴포트뉴스에서 태어났다.

## 출연 작품
- 미싱 앳 17 (2013년) - 마이크 역
- 윙스 오브 더 드래곤 (2013년)
- 더 네프스키 프로스펙트 (2012년) - 랄프 역
- 걸 워크 인투 어 바 (2011년)
- 와일드 로즈 (2009년)
- 퍼펙트 스포츠 (2008년)
- 바다의 괴수 (2008년)
- 네서서리 이블 (2008년)
- 배틀 인 시애틀 (2007년)
- 엔젤 폴 (2007년)
- 타임 트랙 (2007년) - 마틴 역
- 머더 인 마이 하우스 (2006년)
- 킹 오브 소로 - 참을 수 없는 슬픔 (2006년)
- 스네이크맨 (2005년)
- 투 포 더 머니 (2005년) - 브랜던의 아빠 역
- 아이 다운로디드 어 고스트 (2004년)
- 이중 생활 (2001, The Familiar Stranger)
- 익스트림 리미트 (2000년)
- 블레스 더 차일드 (2000년)
- 드래곤 (1999년)
- 해저드 마을의 듀크 가족 - 재결합 (1997년)
- 섹슈얼 인텐트 (1997년)
- 샤이엔 (1996년) - 제레미아 역
- 텍사스 페이백 (1996년)
- 헝그리 포 유 (1996년)
- 클럽 VR (1996년)
- 어둠 속의 목격자 (1995년)
- 시리얼 킬러 (1995년)
- 크라이스 언허드 - 도나 야클릭 스토리 (1994년)
- 집행자 (1994년)
- 스캐너 캅 (1994년)
- 원죄적 본능 2 (1994년)
- 용서받지 못할 관계 (1993년)
- 너클 웨폰 (1993년)
- 야생 선인장 (1993년)
- 브리스코 카운티 주니어의 모험 (1993년)
- 신비의 카메론 (1989년)
- 레이디킬러 (1988년)
- 태권소년 어니 (1986년)
- 러브라인스 (1984년)
- 금남의 내무반 (1983년)
- 스케이트타운 (1979년)

### 텔레비전
- 스몰빌 (2001년)
- 다이너스티 (1981년)
- 호텔 - 시리즈 (1983년)
- 애즈 더 월드 턴즈 (1956년)